# Sam Cooke
Samuel Cook (Clarksdale, 22 de janeiro de 1931 – Los Angeles, 11 de dezembro de 1964) conhecido profissionalmente como Sam Cooke, foi um cantor, compositor e empresário americano. Considerado um pioneiro e um dos artistas de soul mais influentes de todos os tempos, Cooke é comumente referido como o Rei do Soul por seus vocais distintos, contribuições notáveis para o gênero e alto significado na música popular.
Cooke nasceu no Mississippi e mais tarde mudou-se para Chicago com sua família ainda jovem, onde começou a cantar quando criança e se juntou aos Soul Stirrers como vocalista na década de 1950. Em 1957, Cooke lançou uma série de canções de sucesso, incluindo "You Send Me", "A Change Is Gonna Come", "Cupid", "Wonderful World", "Chain Gang", "Twistin 'the Night Away", "Bring It On Home to Me" e "Good Times". Durante sua carreira de oito anos, Cooke lançou 29 singles que figuraram no Top 40 da parada de singles pop da Billboard, bem como 20 singles no top ten da parada de singles negros da Billboard.
Em 1964, Cooke foi baleado e morto pelo gerente de um motel em Los Angeles. Depois de um inquérito e investigação, os tribunais consideraram a morte de Cooke um homicídio justificável; sua família questionou as circunstâncias de sua morte.
As contribuições pioneiras de Cooke para a soul music contribuíram para a ascensão de Aretha Franklin, Bobby Womack, Al Green, Curtis Mayfield, Stevie Wonder, Marvin Gaye e Billy Preston, e popularizou o trabalho de Otis Redding e James Brown. O biógrafo do AllMusic, Bruce Eder, escreveu que Cooke foi "o inventor da soul music" e possuía "uma incrível voz natural para cantar e uma entrega suave e sem esforço que nunca foi superada".
Cooke também foi um dos primeiros artistas negros da modernidade a tomar controle principal de suas finanças, em 1961 fundou uma gravadora chamada SAR, encerrada com a sua morte em 1964. Cooke participou no movimento pelos direitos civis dos Estados Unidos e, sobretudo, cantou unificando audiências das mais variadas origens com a sua voz atraente e singular.
Cooke também foi uma parte central do Movimento dos Direitos Civis, usando sua influência e popularidade com a população branca e negra para lutar pela causa. Ele era amigo do boxeador Muhammad Ali, do ativista Malcolm X e do jogador de futebol americano Jim Brown, que juntos lutaram pela igualdade racial. Essa amizade foi explorada na peça e no filme One Night in Miami.

## Primeiros anos
Cooke nasceu como Samuel Cook em Clarksdale, Mississippi, em 1931 (ele adicionou o "e" ao seu sobrenome em 1957 para significar um novo começo para sua vida). Ele era o quinto de oito filhos do Rev. Charles Cook, um ministro da Igreja de Cristo (Santidade), e sua esposa, Annie Mae. Um de seus irmãos mais novos, L.C. Cooke (1932–2017), mais tarde tornou-se membro da banda doo-wop Johnny Keyes and the Magnificents.
A família mudou-se para Chicago em 1933. Cook frequentou a Doolittle Elementary e Wendell Phillips Academy High School em Chicago, a mesma escola que Nat "King" Cole frequentou alguns anos antes. Sam Cooke começou sua carreira com seus irmãos em um grupo doo-wop chamado Singing Children quando ele tinha seis anos de idade. Ele se tornou conhecido como vocalista do Highway Q.C. quando ele era um adolescente, tendo se juntado ao grupo aos 14 anos. Durante este tempo, Cooke fez amizade com o cantor gospel e vizinho Lou Rawls, que cantava em um grupo gospel rival.

## Carreira

### The Soul Stirrers
Em 1950, Cooke substituiu o tenor gospel R. H. Harris como vocalista do grupo gospel The Soul Stirrers, fundado por Harris, que havia assinado contrato com a Specialty Records em nome do grupo. Sua primeira gravação sob a liderança de Cooke foi a canção "Jesus Gave Me Water" em 1951. Eles também gravaram as canções gospel "Peace in the Valley", "How Far Am I from Canaan?", "Jesus Paid the Debt" e "One More River", entre muitos outros, alguns dos quais escreveu. Cooke era frequentemente creditado por trazer a música gospel para a atenção de um público mais jovem de ouvintes, principalmente garotas que corriam para o palco quando os Soul Stirrers subiam apenas para ter um vislumbre de Cooke. A lista de 2015 da Billboard dos "35 Maiores Artistas de R&B de Todos os Tempos" inclui Cooke, "Que abriu caminho em 1957 com o seu hit "You Send Me"... E seu ativismo no fronte dos direitos civis que resultou na sutil canção de protesto 'A Change Is Gonna Come' ".

### Sucesso pop crossover
Cooke teve 30 maiores sucessos nos Estados Unodpsentre 1957 e 1964, além de mais três postumamente. Sucessos importantes como "You Send Me", "A Change Is Gonna Come", "Cupid", "Chain Gang", "Wonderful World", "Another Saturday Night" e "Twistin 'the Night Away" são alguns dos seus mais musicas populares. Twistin' the Night Away, foi um de seus álbuns mais vendidos. Cooke também foi um dos primeiros artistas e compositores negros modernos a cuidar do lado comercial de sua carreira musical. Ele fundou uma gravadora e uma editora como uma extensão de sua carreira como cantor e compositor. Ele também participou ativamente do Movimento pelos Direitos Civis.

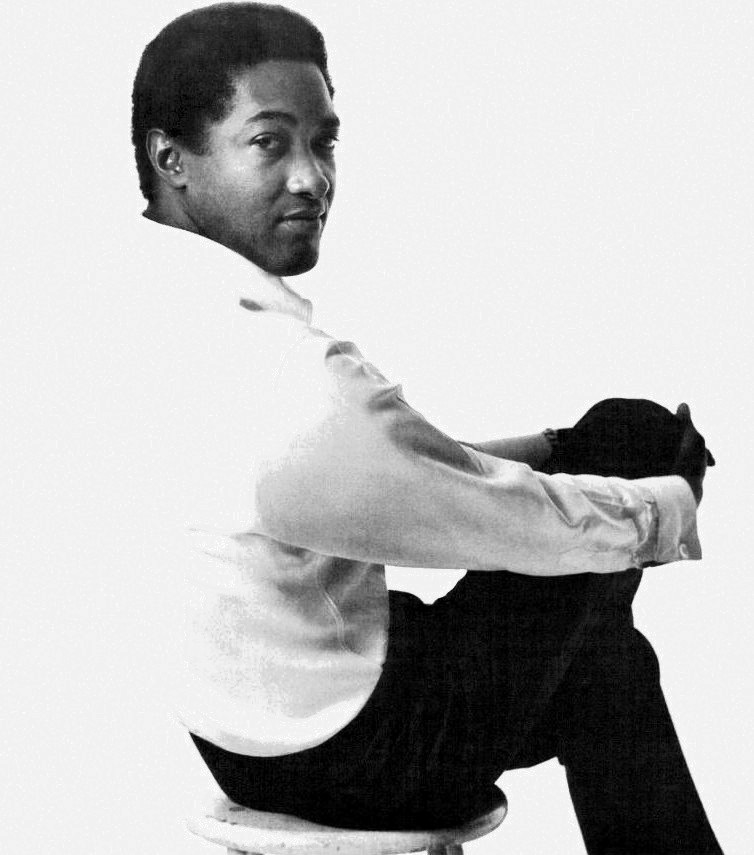
Cooke na Billboard, 1965

Seu primeiro single foi "Lovable" (1956), um remake da canção gospel "Wonderful". Foi lançado com o apelido de "Dale Cook" para não alienar sua base de fãs do gospel; havia um estigma considerável contra cantores gospel tocando música secular. No entanto, não enganou ninguém Os vocais únicos e distintos de Cooke foram facilmente reconhecidos. Art Rupe, chefe da Specialty Records, o selo dos Soul Stirrers, deu sua bênção para Cooke gravar música secular com seu nome verdadeiro, mas ele estava insatisfeito com o tipo de música que Cooke e o produtor Bumps Blackwell estavam fazendo. Rupe esperava que a música secular de Cooke fosse semelhante à de outro artista da Specialty Records, Little Richard. Quando Rupe entrou em uma sessão de gravação e ouviu Cooke fazer uma cobertura de Gershwin, ele ficou bastante chateado. Após uma discussão entre Rupe e Blackwell, Cooke e Blackwell deixaram a gravadora. "Lovable "nunca foi um sucesso, mas também não fracassou e indicou o potencial futuro de Cooke. Embora o gospel fosse popular, Cooke percebeu que os fãs se limitavam principalmente a áreas rurais do país de baixa renda e procurou diversificar-se. Cooke mais tarde admitiu que obteve um endosso para uma carreira na música pop do homem menos provável, seu pai pastor. "Meu pai me disse que não era o que eu cantava que era importante, mas que Deus me deu uma voz e talento musical e o verdadeiro uso Seu dom era compartilhá-lo e fazer as pessoas felizes. "Tomando o nome de" Sam Cooke ", ele buscou um recomeço no pop.
Em 1957, Cooke apareceu no The Guy Mitchell Show da ABC. Nesse mesmo ano, ele assinou com a Keen Records. Seu primeiro sucesso, "You Send Me", lançado como lado B de "Summertime", passou seis semanas no primeiro lugar na parada de R&B da Billboard. A canção também teve sucesso mainstream, passando três semanas no primeiro lugar na parada pop da Billboard.
Em 3 de agosto de 1958, Cooke se apresentou no famoso show Cavalcade of Jazz produzido por Leon Hefflin Sênior no Shrine Auditorium, e como atrações também estavam, Little Willie John, Ray Charles, Ernie Freeman, e Bo Rhambo. Sammy Davis Jr. estava lá para coroar a vencedora do concurso de beleza Miss Cavalcade of Jazz. O evento contou com a presença dos quatro principais disc jockey de Los Angeles.
Cooke assinou contrato com a gravadora RCA Victor em janeiro de 1960, tendo recebido  100 mil dólares garantidos dos produtores da gravadora Hugo & Luigi. Um de seus primeiros singles na RCA Victor foi "Chain Gang", que alcançou o segundo lugar na parada pop da Billboard. Foi seguido por mais sucessos, incluindo "Sad Mood", "Cupid", "Bring It On Home to Me" (com Lou Rawls fazendo backing vocals), "Another Saturday Night", e "Twistin' the Night Away".
Em 1961, Cooke começou sua própria gravadora, SAR Records, com J. W. Alexander e seu empresário, Roy Crain. A gravadora logo incluiu os Simms Twins, os Valentinos (que eram Bobby Womack e seus irmãos), Mel Carter e Johnnie Taylor. Cooke então criou uma editora e empresa de gestão chamada Kags.
Como a maioria dos artistas de R&B de seu tempo, Cooke se concentrou em singles; ao todo, ele teve 29 maiores sucessos nas paradas pop e mais nas paradas de R&B. Ele foi um compositor prolífico e escreveu a maioria das canções que gravou. Ele também supervisionou alguns dos arranjos das músicas. Apesar de lançar principalmente singles, ele lançou um LP com influências de blues bem recebido em 1963, Night Beat, e seu álbum de estúdio mais aclamado pela crítica, Ain't That Good News, que contou com cinco singles, em 1964.
Em 1963, Cooke assinou um contrato de cinco anos com Allen Klein para gerenciar a Kags Music e a SAR Records, e o nomeou seu empresário. Klein negociou um acordo de cinco anos (três anos mais dois anos de opção) com a RCA Victor, e uma holding, Tracey, Ltd, em homenagem à filha de Cooke, de propriedade de Klein, e gerenciada por J. W. Alexander, produziria e possuiria as gravações de Cooke. A RCA Victor obteria direitos de distribuição exclusivos em troca de 6 por cento de pagamentos de royalties e pagamentos para as sessões de gravação. Por motivos fiscais, Cooke receberia ações preferenciais da Tracey em vez de um adiantamento inicial em dinheiro de $ 100.000. Cooke receberia adiantamentos em dinheiro de 100 mil dólares pelos próximos dois anos, seguidos por um adicional de 75 mil dólares para cada um dos dois anos de opção, se o negócio fosse a termo.

## Vida Pessoal
Cooke foi casado duas vezes Ele foi casado com a cantora e dançarina Dolores Elizabeth Milligan Cook, que usava o nome artístico "Dee Dee Mohawk" em 1953; eles se divorciaram em 1958. Dolores foi morta em um acidente de carro em Fresno, Califórnia, em 1959. Embora ele e Dolores fossem divorciados, Cooke pagou as despesas do funeral de sua ex-mulher. Ela deixou um filho, Joey.
Em 1958, Cooke se casou com sua segunda esposa, Barbara Campbell, em Chicago. Seu pai realizou a cerimônia. Eles tiveram três filhos, Linda (n. 1953), Tracy (n. 1960), e Vincent (1961–1963), que se afogou na piscina da família. Menos de três meses após a morte de Cooke, sua viúva, Barbara, casou-se com Bobby Womack. O casal se diverciou depois que Barbara descobriu que Womack estava tendo um caso com a filha de Cooke, Linda, de 17 anos. De acordo com Womack, Linda nunca mais falou com sua mãe depois disso. Posteriormente, Linda casou-se com Cecil Womack, irmão de Bobby, e formaram a dupla Womack & Womack.
Cooke também havia gerado pelo menos três outros filhos fora do casamento. Em 1958, Connie Bolling, uma mulher na Filadélfia, afirmou que Cooke era o pai de seu filho. Cooke pagou a ela um acordo fora do tribunal estimado em US$ 5.000.
Em novembro de 1958, Cooke se envolveu em um acidente de carro a caminho de St. Louis para Greenville. Seu motorista Edward Cunningham foi morto, enquanto Cooke, o guitarrista Cliff White, e o cantor Lou Rawls, foram hospitalizados.

## Morte
Cooke foi morto aos 33 anos em 11 de dezembro de 1964, no Hacienda Motel, em Los Angeles. Respondendo a relatórios separados de um tiroteio e um sequestro no motel, a polícia encontrou o cadáver de Cooke. Ele havia sofrido um ferimento à bala no peito, que mais tarde foi determinado ter perfurado seu coração. A gerente do motel, Bertha Franklin, afirmou ter atirado nele em legítima defesa. Seu relato foi imediatamente contestado pelos conhecidos de Cooke.
O registro oficial da polícia afirma que Franklin, atirou fatalmente em Cooke, que havia se registrado no início daquela noite. Franklin disse que Cooke havia batido na porta de seu escritório, gritando "Cadê a garota?!". Franklin gritou de volta que não havia ninguém em seu escritório, exceto ela, mas um Cooke enfurecido não acreditou nela e forçou seu caminho para o escritório, nu, exceto por um sapato e uma jaqueta esporte. Ele a agarrou, exigindo novamente saber o paradeiro da mulher. De acordo com Franklin, ela lutou com Cooke, os dois caíram no chão e ela então se levantou e correu para pegar uma arma. Ela disse que então atirou em Cooke em legítima defesa porque temia por sua vida. Cooke foi atingido uma vez no torso. De acordo com Franklin, ele exclamou, "Senhora, você atirou em mim", em um tom que expressava perplexidade ao invés de raiva, antes de avançar sobre ela novamente. Ela disse que o atingiu na cabeça com um cabo de vassoura antes que ele finalmente caísse no chão e morresse.
A proprietária do motel, Evelyn Carr, disse que ela estava ao telefone com Franklin no momento do incidente. Carr disse que ouviu a intrusão de Cooke e o conflito e o tiro que se seguiram. Ela chamou a polícia para solicitar que os policiais fossem ao motel, dizendo que ela acreditava que um tiroteio havia ocorrido.
Um inquérito do legista foi convocado para investigar o incidente. A mulher que acompanhou Cooke ao motel foi identificada como Elisa Boyer, que também havia chamado a polícia naquela noite de uma cabine telefônica perto do motel, vários minutos antes de Carr.
Boyer disse à polícia que ela conhecera Cooke pela primeira vez naquela noite e passara a noite em sua companhia. Ela disse que depois que eles deixaram uma boate local juntos, ela pediu repetidamente que ele a levasse para casa, mas ele a levou contra sua vontade para o Hacienda Motel. Ela disse que uma vez em um dos quartos do motel, Cooke a forçou fisicamente a se deitar e a despiu até ficar de calcinha; ela disse que tinha certeza de que ele a estupraria. Cooke permitiu que ela usasse o banheiro, de onde ela tentou uma fuga, mas descobriu que a janela estava bem fechada. De acordo com Boyer, ela voltou para a sala principal, onde Cooke continuou a molestá-la. Quando ele foi usar o banheiro, ela rapidamente agarrou suas roupas e saiu correndo do quarto. Ela disse que, na pressa, também pegou a maior parte das roupas de Cooke por engano. Ela disse que correu primeiro para o escritório do gerente e bateu na porta em busca de ajuda. No entanto, ela disse que o gerente demorou muito para responder, então, temendo que Cooke viesse logo atrás dela, ela fugiu do motel antes que o gerente abrisse a porta. Ela disse que então vestiu as roupas, escondeu as roupas de Cooke, foi a uma cabine telefônica e chamou a polícia.
A história de Boyer é o único relato do que aconteceu entre ela e Cooke naquela noite; no entanto, sua história há muito foi questionada. Inconsistências entre sua versão dos eventos e detalhes relatados por clientes no Restaurante Martoni's, onde Cooke jantou e bebeu no início da noite, sugerem que Boyer pode ter ido de boa vontade para o motel com Cooke, em seguida, escapuliu do quarto com suas roupas para roubá-lo , ao invés de escapar de uma tentativa de estupro. Cooke carregava uma grande quantia em dinheiro no Martoni's, de acordo com funcionários e amigos do restaurante. No entanto, uma busca na bolsa de Boyer pela polícia revelou apenas uma nota de 20 dólares, já na Ferrari de Cooke foi encontrado 108 dólares e algumas moedas soltas.
No entanto, as questões sobre o papel de Boyer estavam além do escopo do inquérito, cujo objetivo era apenas estabelecer as circunstâncias do papel de Franklin no tiroteio. Boyer saindo do quarto do motel com quase todas as roupas de Cooke, e o fato de os testes terem mostrado que Cooke estava embriagado na época, forneceram uma explicação plausível aos jurados do inquérito para o comportamento bizarro de Cooke e seu estado de nudez. Além disso, como o testemunho de Carr corroborou a versão dos eventos de Franklin, e porque Boyer e Franklin mais tarde passaram nos testes do polígrafo, o júri do legista acabou aceitando a explicação de Franklin e retornou um veredicto de homicídio justificável. Com esse veredicto, as autoridades encerraram oficialmente o caso com a morte de Cooke.
Alguns familiares e apoiadores de Cooke, no entanto, rejeitaram a versão dos eventos de Boyer, bem como aquelas fornecidas por Franklin e Carr. Eles acreditam que houve uma conspiração para assassinar Cooke e que o assassinato ocorreu de uma maneira totalmente diferente dos três relatos oficiais. A cantora Etta James viu o corpo de Cooke antes de seu funeral e questionou a precisão da versão oficial dos eventos. Ela escreveu que os ferimentos que observou foram muito além do relato oficial de Cooke ter lutado sozinho com Franklin. James escreveu que Cooke foi espancado tão violentamente que sua cabeça quase foi separada dos ombros, suas mãos foram quebradas e esmagadas e seu nariz mutilado. Algumas pessoas especularam que o empresário de Cooke, Allen Klein, pode ter tido um papel em sua morte. Klein era dono da Tracey, Ltd, que em última instância detinha todos os direitos das gravações de Cooke.
Nenhuma evidência concreta que apóie uma conspiração criminosa foi apresentada até o momento.

### Consequências

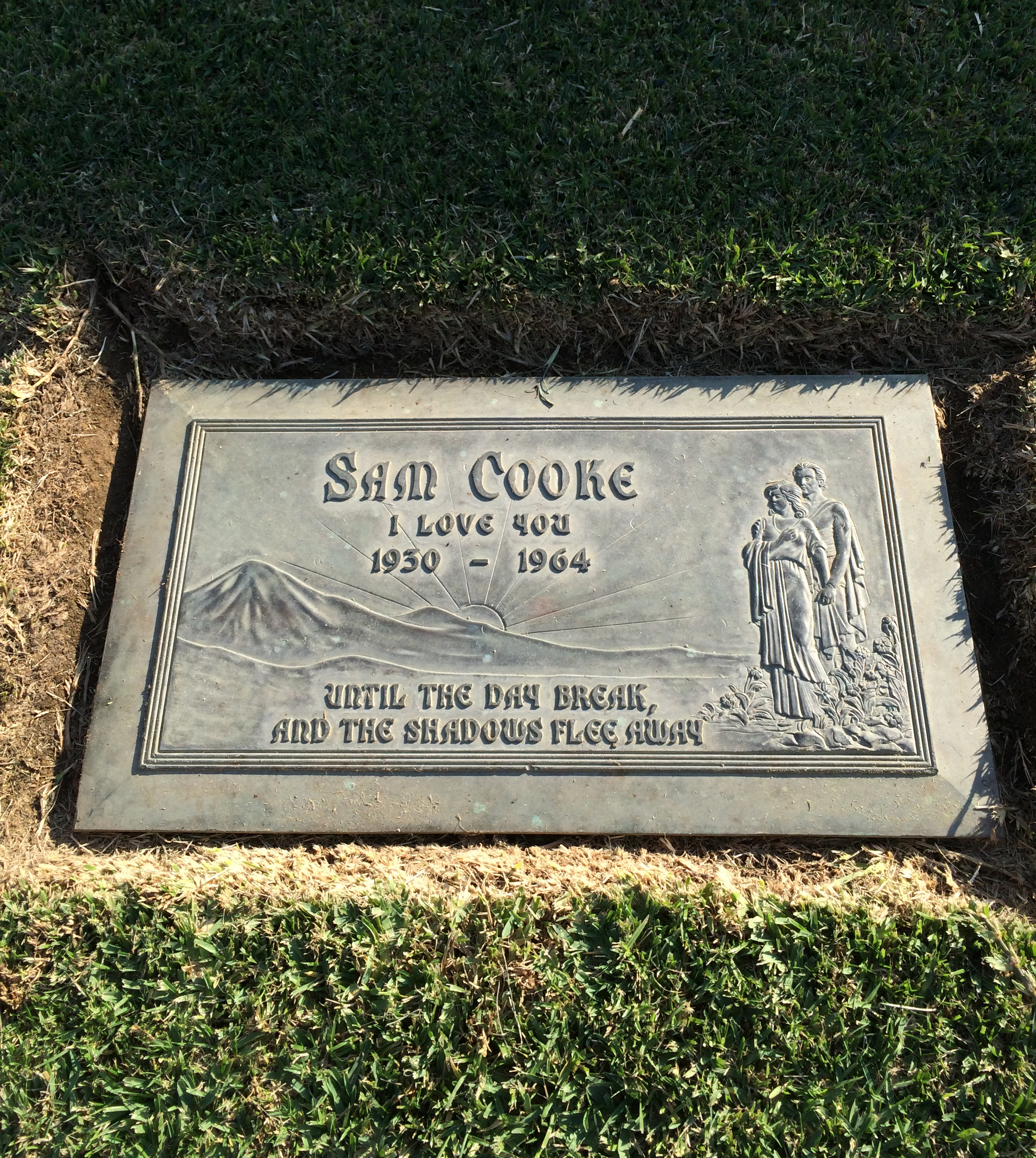
Túmulo de Sam Cooke no Garden of Honor no Forest Lawn Memorial Park em Glendale, Califórnia

O primeiro funeral de Cooke foi realizado em 18 de dezembro de 1964, na casa funerária A.R. Leak em Chicago; 200.000 fãs fizeram fila por mais de quatro quarteirões da cidade para ver seu corpo. Posteriormente, seu corpo foi levado de volta a Los Angeles para um segundo culto, na Igreja Batista Mount Sinai em 19 de dezembro, que incluiu uma apresentação muito aclamada de "The Angels Keep Watching Over Me", de Ray Charles, que representou um aflita Bessie Griffin. Cooke foi enterrado no cemitério Forest Lawn Memorial Park em Glendale.
Dois singles e um álbum foram lançados no mês após sua morte. Um dos singles, "Shake", alcançou o top ten das paradas pop e R&B. O lado B, "A Change Is Gonna Come", é considerada uma canção clássica de protesto da época do Movimento dos Direitos Civis. Foi um hit pop Top 40 e um hit R&B top 10. O álbum, também intitulado Shake, alcançou o primeiro lugar em álbuns de R&B.
Bertha Franklin disse que recebeu várias ameaças de morte após atirar em Cooke. Ela deixou seu cargo no Hacienda Motel e não revelou publicamente para onde havia se mudado. Depois de ser inocentada pelo júri do legista, ela processou o espólio de Cooke, citando ferimentos físicos e angústia mental sofrida como resultado do ataque de Cooke. Seu processo pedia US $ 200.000 em indenizações compensatórias e punitivas. Barbara Womack opôs-se a Franklin em nome do espólio, pedindo US $ 7.000 por danos para cobrir as despesas do funeral de Cooke. Elisa Boyer prestou testemunho em apoio a Franklin no caso. Em 1967, um júri decidiu a favor de Franklin em ambas as acusações, concedendo-lhe US $ 30.000 por danos. Mais tarde, foi revelado que Bertha Franklin havia se mudado para Michigan, mas nunca revelou qual era sua nova carreira. Ela morreu de doença arterial coronariana em 1989. Em 1979, Elisa Boyer foi considerada culpada de assassinato de segundo grau na morte de seu namorado e condenada a 25 anos de prisão perpétua. Sua condenação reacendeu o interesse no caso Sam Cooke, e alimentou teorias da conspiração sobre sua morte.

## Legado

### Representações
Cooke foi interpretado por Paul Mooney em The Buddy Holly Story, um filme biográfico americano de 1978 que conta a história da vida do músico de rock Buddy Holly.
Na peça One Night in Miami, apresentada pela primeira vez em 2013, Cooke é interpretado por Arinzé Kene. Na adaptação para o cinema de 2020, ele é interpretado por Leslie Odom Jr.
Homenagens póstumas
- Em 1986, Cooke foi empossado como membro fundador do Rock and Roll Hall of Fame.[81]
- Em 1987, Cooke foi introduzido noSongwriters Hall of Fame.[82]
- Em 1989, Cooke foi indicado pela segunda vez para o Rock and Roll Hall of Fame quando os Soul Stirrers foram empossados.[83]
- Em 1 de fevereiro de 1994, Cooke recebeu uma estrela na Calçada da Fama de Hollywood por suas contribuições para a indústria da música, localizada em 7051, Hollywood Boulevard.[84][85][86]
- Embora Cooke nunca tenha ganhado um Grammy, ele recebeu o Grammy Lifetime Achievement Award em 1999, apresentado por Larry Blackmon do supergrupo funk Cameo.
- Em 2004, a Rolling Stone classificou Cooke em 16º em sua lista dos "100 Maiores Artistas de Todos os Tempos".[87][88]
- Em 2008, Cooke foi nomeado o quarto "Melhor Cantor de Todos os Tempos" pela Rolling Stone.[89]
- Em 2008, Cooke recebeu a primeira placa na Calçada da Fama de Clarksdale, localizada no teatro New Roxy.[90]
- Em 2009, Cooke foi homenageado com uma marca no Mississippi Blues Trail em Clarksdale.[91]
- Em junho de 2011, a cidade de Chicago rebatizou uma parte da East 36th Street perto da Cottage Grove Avenue como o "Sam Cooke Way" honorário para lembrar o cantor perto de uma esquina onde ele costumava sair e cantar quando era adolescente.[92]
- Em 2013, Cooke foi indicado para o National Rhythm and Blues Music Hall of Fame em Cleveland, Ohio, na Universidade Estadual de Cleveland. O fundador do Museu Nacional do Hall da Fama do Rhythm & Blues, LaMont Robinson, disse que ele foi o maior cantor que já cantou.[93]
- A citação de Sam Cooke "A Change Is Gonna Come" está na parede do Tribunal Contemplativo, um espaço para reflexão no Museu Nacional de História e Cultura Afro-americana do Smithsonian; o museu foi inaugurado em 2016.[94]
- Cooke foi incluído no Hall da Fama dos Músicos do Mississippi.[95]

## Discografia
- Sam Cooke (1958)
- Encore (1958)
- Tribute to the Lady (1959)
- Cooke's Tour (1960)
- Hits of the 50's (1960)
- The Wonderful World of Sam Cooke (1960)
- Swing Low (1961)
- My Kind of Blues (1961)
- Twistin' the Night Away (1962)
- Mr. Soul (1963)
- Night Beat (1963)
- Ain't That Good News (1964)
- Sam Cooke at the Copa (1964)
- Live at the Harlem Square Club, 1963 (1985)